# Mitarbeiterbefragung
Im Rahmen einer Mitarbeiterbefragung oder Mitarbeitendenbefragung werden in der Regel quantitative Daten von den Mitarbeitern eines Unternehmens erhoben. Es handelt sich um ein sensibles personalwirtschaftliches Instrument, welches zu unterschiedlichen Zielsetzungen eingesetzt werden kann. Typischerweise ist ein Mitarbeiter aus der Personalentwicklung in ein solches Projekt eingebunden, wenn nicht sogar als Projektleiter tätig. Klassischerweise ist eine Mitarbeiterbefragung ein groß angelegtes Organisationsentwicklungsprojekt, in dessen Rahmen sämtliche Mitarbeiter zu einem breiten Themenspektrum regelmäßig (z. B. im 2-Jahres-Turnus) anonym und auf freiwilliger Basis befragt werden. Oft schließen sich an eine Mitarbeiterbefragung umfangreiche Folgeprozesse an. Knapp 90 % der größten Unternehmen in Deutschland, Österreich und der Schweiz führen Mitarbeiterbefragungen durch – der Großteil davon regelmäßig.

## Allgemeine Hinweise
Befragungen sind ein effektives Instrument zur Beschaffung von Steuerungsdaten in allen Bereichen des Managements. Die Auswertung des in einer Erhebung ermittelten Stimmungsbilds von Mitarbeitern ermöglicht die Verbesserung oder Korrektur der marktgerechten Ausrichtung der unternehmerischen Tätigkeit, der Produktpalette sowie des strategischen Ressourcen-Einsatzes – auch im Bereich der „Human Resources“.
Die besondere Sensibilität dieses Instrumentes bedingt eine professionelle Konzeption und Durchführung: Selbst einmalige, kleine Fehler können zu einem erheblichen Akzeptanz- und Vertrauensverlust auf Seiten der Befragten führen. Ein Vertrauensverlust bedeutet im Allgemeinen, dass die erhobenen Daten kaum mehr nutzbar sind und das Instrument der Befragung durch das „kollektive Gedächtnis“ der Belegschaft auf lange Zeit disqualifiziert wurde.

### Begriffsbestimmung
Unter einer Mitarbeiterbefragung wird verstanden:
Ein Instrument partizipativer Unternehmensführung, mit dem
- im Auftrag der Geschäftsleitung,
- in Zusammenarbeit mit den Arbeitnehmervertretungen,
- mit Hilfe von standardisierten und/oder (teil-)standardisierten Fragebögen und/oder (teil-)strukturierten Interviews,
- anonym, auf freiwilliger Basis,
- direkt bei allen Mitarbeitern oder repräsentativen Stichproben,
- Probleme mit ihren einzelnen Komponenten und/oder Einflussfaktoren,
- unter Beachtung methodischer, organisatorischer und rechtlicher Rahmenbedingungen,
- Informationen über die Einstellungen, Wertungen, Erwartungen und Bedürfnisse der Mitarbeiter,
- bezogen auf bestimmte Bereiche der betrieblichen Arbeitsumwelt und/oder der Umwelt gewonnen werden,
- um daraus Hinweise auf betriebliche Stärken und Schwächen zu erlangen,
- deren Ursachenzusammenhänge entweder aus den erhobenen Daten selbst[3],
- oder im Dialog zwischen Mitarbeitern und Führungskräften zu klären sind, um konkrete Veränderungsprozesse einzuleiten.

### Einbindung der Arbeitnehmervertretung
Zur Steigerung der Akzeptanz der Befragung durch die Mitarbeiter ist eine Einbindung der Arbeitnehmervertretung (z. B. Betriebs- oder Personalrat) – soweit vorhanden und zuständig (§ 5 BetrVG) – sinnvoll und in bestimmten Fällen auch notwendig. Relevant in diesem Zusammenhang sind unter anderem die § 80, § 87 und § 94 BetrVG. Aus § 80 Abs. 2 ergibt sich ein Informationsrecht des Betriebsrates, wenn die Mitarbeiterbefragung thematisch die Aufgaben des Betriebsrates berührt. Ein Mitbestimmungsrecht des Betriebsrates kann sich ergeben, wenn die Mitarbeiterbefragung Themen berührt, bei denen der Betriebsrat ein Mitbestimmungsrecht hat (§ 87 Abs. 1 BetrVG). Wenn Personalfragebögen eingesetzt werden – hierbei handelt es sich um die nicht-anonyme Erhebung von personenbezogenen Daten von Arbeitnehmern – ist der Betriebsrat zustimmungspflichtig (§ 94 BetrVG).

### Anonymität und Datenschutz
Bei Mitarbeiterbefragungen muss darauf geachtet werden, dass die Anonymität der Befragten gewährleistet wird. Insbesondere bei Online-Befragungen ist darauf zu achten, dass personenbezogene Daten (z. B. Rechneradressen, die sich einem Arbeitsplatz zuweisen lassen) durch technische Maßnahmen von den Umfragedaten getrennt werden. Um Rückschlüsse auf die Teilnehmer und ihre Umfragedaten zu verhindern, dürfen die Ergebnisse einer Organisationseinheit oder Abteilung nur dann separat ausgewiesen werden, wenn eine zuvor definierte Mindestzahl an Befragungsteilnehmern dieser Einheit erreicht wurde. Als Richtwert gilt hier eine Mindeststichprobengröße von acht Befragten.

### Inhaltliche Ausgestaltung der Fragen der Mitarbeiterbefragungen
Zum Teil lassen sich zwischen den eingesetzten Fragebögen inhaltliche Schnittmengen finden. Ein Beispiel hierfür sind die 33 Auditor-Fragen der neun Arbeitsbereiche der EFQM. Die neun Fragenbereiche lauten (mit Unterfragen, siehe EFQM):
- Wie sehr sind Sie mit der Führungskompetenz ihres Vorgesetzten zufrieden?
- Wie sehr sind Ihnen die Ziele Ihrer Abteilung deutlich?
- Wie zufrieden sind Sie mit Ihrer persönlichen Weiterbildung?
- Wie sehr zufrieden sind Sie mit der Unternehmenskommunikation – bekommen Sie alle Informationen um arbeiten zu können?
- Wie sehr haben Sie die Möglichkeit, Einfluss auf die Verbesserung von Arbeitsabläufen zu nehmen?
- Wie stark achtet Ihre Abteilung auf die Zufriedenheit ihrer Kunden?
- Wie sehr sind Sie zufrieden mit der Umsetzung von Maßnahmen zur Steigerung der Mitarbeiterzufriedenheit in Ihrem Bereich?
- Wie sehr sind Sie mit dem gesellschaftlichen-sozialen Engagement ihres Unternehmens zufrieden?
- Wie sehr sind Ihnen die Ergebnisse, Erfolge und Gewinne des Unternehmens bekannt?

Weitere Fragen und Themen können sich anschließen.

## Einbindung in die Personal- und Organisationsentwicklung
Schon im Rahmen der Konzeption der Befragung sollte überlegt werden, wie der Folgeprozess zu gestalten ist. In der Vergangenheit hat sich ein Projektdesign in sechs Phasen bewährt:

### 1. Zielfindung
Hier werden in Einzelgesprächen mit Führungskräften und Betriebsrat sowie in Workshops die Ziele der Befragung definiert.
Folgende Fragen sind hilfreich:
„Woran würden wir am Ende des Projektes erkennen, dass es erfolgreich war?“
„Was darf hier nicht passieren?“

### 2. Planung
Im Planungsprozess werden die Inhalte der MAB und der Projektplan erarbeitet. Das Projektteam setzt sich sinnvollerweise aus dem Projektleiter (meist PE, OE oder QM) und Mitarbeitern aus unterschiedlichen Abteilungen und Hierarchieebenen zusammen.
Professionelle Projektbegleitung ermöglicht in der Planungsphase die Definition eines Fragebogens, der genau den Projektzielen entspricht. Das Editieren vorformulierter Aspektkarten, zu denen auch entsprechende Benchmarkingwerte vorliegen, ist bei der Zusammenstellung des Fragebogens eine große Hilfe.

### 3. Analyse
Möglichst alle Mitarbeiter werden mittels anonymer Fragebögen („Paper & Pencil“) oder online befragt. Dabei ist gute Kommunikationsarbeit und Inszenierung wesentlich. Führungskräfte und Mitarbeiter sollten die Ziele des Projektes kennen und mittragen. Logistisch ist der Prozess so aufzusetzen, dass die Mitarbeiter möglichst einfach und komfortabel an der Befragung teilnehmen können. In gut inszenierten Befragungen sind Rücklaufquoten über 80 Prozent erzielbar. Wenn anschließend entsprechende Maßnahmen umgesetzt werden und diese Umsetzung auch mit Bezug zur MAB kommuniziert wird, dann steigen bei Wiederholung der MAB die Rücklaufquoten leicht an.

### 4. Information
Die Ergebnisse werden zuallererst dem Projektteam vorgestellt. Dabei ist die Aufbereitung in handlungsanleitender Form zweckmäßig. Beispielsweise sollte für jeden abgefragten Aspekt sowohl der Zustimmungsgrad (Zufriedenheit) als auch die Wichtigkeit des Aspekts aus Mitarbeitersicht dargestellt werden. Handlungsportfolios eignen sich dazu sehr gut.
Außerdem ist es wesentlich die Unterschiede in den Ergebnissen zwischen Ländern, Werken, Abteilungen, demoskopischen und demografischen Gruppen aufzuzeigen. Dieser Prozessschritt wird als (internes) Benchmarking bezeichnet. Teilweise führen Unternehmen darüber hinaus einen externen Vergleich durch. Das externe Benchmarking ist aufgrund verschiedener methodischer Probleme nicht unumstritten.

### 5. Umsetzung
Die Wirksamkeit und Akzeptanz von MABs hängt sehr stark davon ab, welche Umsetzungsmaßnahmen die Mitarbeiter als Konsequenz aus der MAB erkennen können. Dazu ist es wichtig, dass das Projekt von der obersten Führung getragen und promotet wird.
Meist werden auf Gesamtunternehmensebene eine bis zwei wesentliche Entscheidungen aus der MAB abgeleitet und kommuniziert.
Darüber hinaus werden auf Abteilungsebene die Ergebnisse in Workshops diskutiert und einige wenige konkrete Maßnahmen beschlossen.
Das Monitoring der Umsetzung von Maßnahmen liegt meist bei der zentralen Projektleitung. Die Implementierung von Change-Agents, die auf Abteilungsebene sowohl die Umsetzung als auch die Kommunikation begleiten, hat sich häufig bewährt.

### 6. Evaluierung
Meist wird durch die Wiederholung der MAB nach ein bis zwei Jahren evaluiert, wie sich die erhobenen Werte verändert haben. So wird sichtbar, welche Maßnahmen sinnvoll waren und welche nicht. Bei der Wiederholung der MAB ist darauf zu achten, dass vor allem die wichtigen Fragen identisch wiederholt werden, um Aussagen über die Zeitreihe zu erhalten.

## Trends
Historisch wurzeln Mitarbeiterbefragungen in dem Ansatz der Organisationsentwicklung, wonach Betroffene zu Beteiligten gemacht werden sollen. Entsprechend wurde insbesondere in den 1990er Jahren argumentiert, dass man durch Mitarbeiterbefragungen mittels Einbindung der Mitarbeiter und auf der Grundlage von Befragungsergebnissen positive Veränderungen für die Organisation insgesamt bewirken könne. Diese Erwartungen haben sich in der Vergangenheit nur in begrenztem Maße bestätigt, da aufgrund von bloßen Befragungsergebnissen selten nachhaltige Veränderungen bewirkt werden können.
Deshalb verwenden immer mehr Unternehmen das Instrument der Mitarbeiterbefragung zu strategischen Zwecken. Der Fokus liegt hierbei deutlich weniger auf der Zufriedenheit der Mitarbeiter, sondern auf dem Verständnis und dem organisationalen Commitment der Mitarbeiter gegenüber strategischen Fragestellungen von Unternehmen.
Für viele strategisch denkende Unternehmensführer greift dieser Ansatz allerdings zu kurz. Vielmehr kann die Mitarbeiterbefragung auch als aktives Kommunikationsinstrument in Richtung Mitarbeiter genutzt werden und dient somit nicht nur als Instrument zur Informationsbeschaffung. Vor allem in der Umsetzung strategischer Initiativen wie etwa beim Change Management oder der Post Merger Integration werden Mitarbeiterbefragungen oft erfolgreich eingesetzt.
Ein weiterer Trend ergibt sich aus dem wachsenden Interesse an sog. Benchmarks. Auffallend ist hier, dass verstärkt Vergleichszahlen für Begrifflichkeit nachgefragt werden, bei denen es um traditionell schwierig messbaren Größen geht, wie beispielsweise Loyalität, Motivation, Engagement und dergleichen. Vor allem bei der Befragungsarchitektur und der Analyse sind hier vermehrt fortgeschrittene Methoden notwendig.